# Neil O'Keeffe
John Neil O'Keeffe (1891-1968) est un dessinateur et directeur artistique américain qui a surtout travaillé comme illustrateur (journaux et pulps) et comme dessinateur de bande dessinée. 
Dans ce dernier domaine, il succédé à Lyman Anderson sur Inspector Wade de 1938 à 1941, et dessiné de 1947 à 1956 le comic strip historique Dick's Adventures in Dreamland écrit par Max Trell.